# Can Atalay

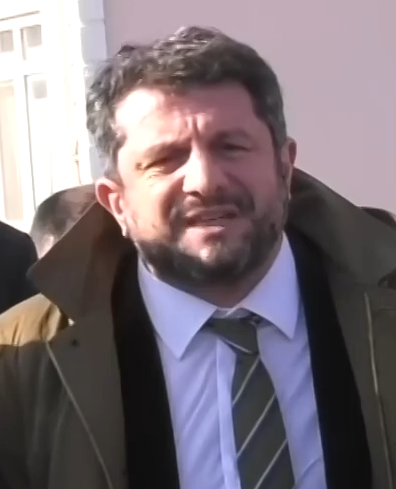
Can Atalay in Sakarya, 2023

Şerafettin Can Atalay (* 24. März 1976 in Istanbul) ist ein türkischer Menschenrechtsanwalt. Obwohl er am 14. Mai 2023 als Abgeordneter in die Große Nationalversammlung der Türkei gewählt wurde, konnte er sein Mandat nicht wahrnehmen. Er verbüßt eine 18-jährige Freiheitsstrafe wegen Beihilfe zum „versuchten Umsturz“. Am 30. Januar 2024 wurde ihm das Mandat durch Verlesen des Strafurteils vor der Großen Nationalversammlung der Türkei gem. Art. 84/2 der türkischen Verfassung entzogen. Er ist im Marmara-Gefängnis inhaftiert.

## Leben, Werk
Er ist der Neffe von Şerafettin Atalay, dem Regionalvorsitzenden der Arbeiterpartei der Türkei in der Provinz Amasya, der 1971 bei einem politischen Attentat getötet wurde. Seinen Vornamen „Şerafettin“ erhielt er von seinem Onkel. Der zweite Vorname, Can, steht im türkischen und im persischen für die Seele, das Leben. Den größten Teil seiner Kindheit verbrachte er in Kadıköy auf der asiatischen Seite von Istanbul. Aufgrund der Beziehungen seiner Eltern verkehrte er bereits als Teenager mit namhaften Literaten der Türkei, darunter Yaşar Kemal, Aziz Nesin und Can Yücel. Er absolvierte ein Studium der Rechtswissenschaften an der Marmara-Universität in Istanbul.
Als Anwalt war er vorrangig im Opferschutz und in Sachen Menschenrechte tätig. Er übernahm Mandate nach der Minenkatastrophe in Soma, dem Minenunglück in Ermenek, dem Brand des Studentenwohnheims in Adana 2016, der Zugentgleisung in Çorlu und vertrat Journalisten und Schriftsteller in Fällen, in denen es um die Meinungsfreiheit ging, beispielsweise als Rechtsvertreter des Journalisten Ahmet Şık, der wegen seiner Recherchen über die Geheimorganisation der Gülen-Bewegung in öffentlichen Einrichtungen vor Gericht stand. Er war der Anwalt der Organisation „Taksim Dayanışması“ (Taksim-Solidarität), die gegen den Versuch gegründet wurde, im Gezi-Park von Taksim ein Einkaufszentrum zu errichten.

### Verurteilung zu 18 Jahren Haft
Wegen der Ereignisse im Gezi-Park im Jahr 2013 wurde er angeklagt, „versucht zu haben, die Regierung der Republik Türkei zu stürzen oder sie an der Erfüllung ihrer Pflichten zu hindern“. Er wurde am 25. April 2022 wegen versuchten Umsturzes der Regierung zu 18 Jahren Freiheitsstrafe verurteilt. Gemeinsam mit ihm wurden sieben weitere Angeklagte verurteilt – zu lebenslanger Freiheitsstrafe ohne Möglichkeit der Bewährung Osman Kavala, dem die zentrale Rolle beim „Putsch“ vorgeworfen wurde, sowie zu jeweils 18 Jahren Haft die Menschenrechtsaktivisten Mücella Yapıcı, Çiğdem Mater, Hakan Altınay, Mine Özerden, Yiğit Ali Ekmekçi und Tayfun Kahraman.

### Wahl in die Nationalversammlung
Die Arbeiterpartei der Türkei (TIP) stellte Atalay als Kandidaten für die Parlamentswahl in der Türkei 2023 auf. Er gewann ein Mandat, denn die TIP zog, obwohl sie nur 1,73 Prozent der Stimmen erzielte, im Bündnis mit der Grünen Linkspartei in die Nationalversammlung ein.

### Juristische Auseinandersetzungen
Sein Antrag auf Freilassung nach seiner Wahl zum Abgeordneten wurde am 13. Juli 2023 von dem 3. Strafsenat des Kassationsgerichtshofs einstimmig abgelehnt, vier Tage später auch der Einspruch gegen diese Entscheidung, nunmehr einstimmig von dem 4. Strafsenat. Daraufhin erhob Atalay am 20. Juli 2023 Verfassungsbeschwerde mit der Begründung, dass sein Recht auf ein faires Verfahren, auf Wahlrecht und auf politische Betätigung sowie auf persönliche Freiheit und Sicherheit verletzt worden seien.

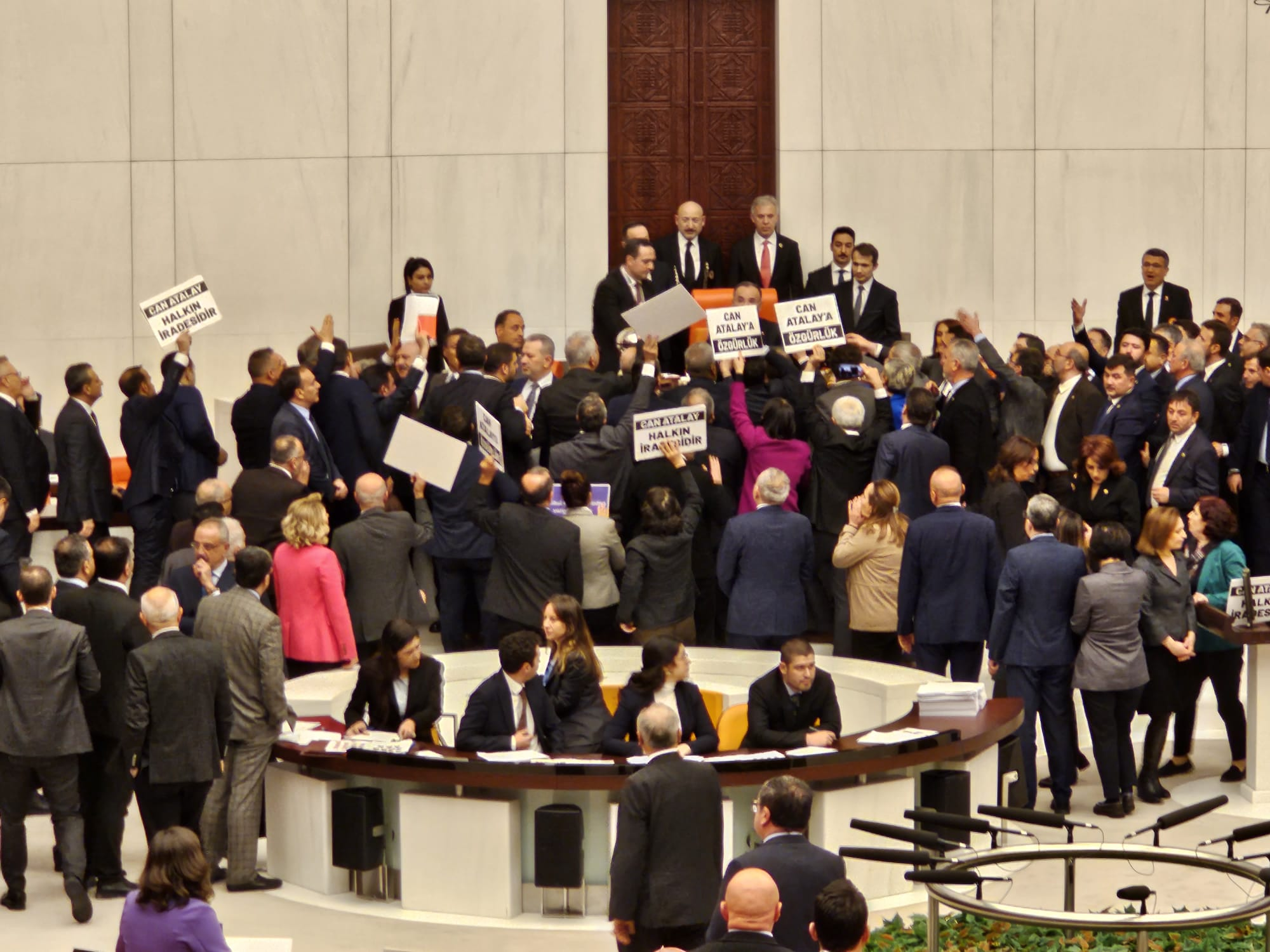
Große Nationalversammlung der Türkei, Aufnahme vom 30. Januar nach der Verlesung der Entscheidung des Obersten Gerichtshofes, Atalay das Abgeordnetenmandat abzuerkennen.

Am 21. Dezember 2023 prüfte die Vollversammlung des Verfassungsgerichts den zweiten Antrag Can Atalays wegen Nichteinhaltung der zuvor ergangenen Entscheidung wegen Rechtsverletzung. Diesmal entschied das Verfassungsgericht mit 11 zu 3 Stimmen, dass das in Artikel 67 der Verfassung garantierte „Recht, gewählt zu werden und sich politisch zu betätigen“ und das in Artikel 19 der Verfassung garantierte „Recht auf persönliche Freiheit und Sicherheit“ verletzt seien. Das Verfassungsgericht verwies die Entscheidung außerdem an das 13. Strafgerichtshof in Istanbul, um die Rechtsverletzungen zu beseitigen, ein Wiederaufnahmeverfahren einzuleiten, das Verfahren einzustellen und seine Freilassung sicherzustellen.
Der 13. Strafgerichtshof von Istanbul setzte die Entscheidung des Verfassungsgerichts nicht um und übermittelte die Akte erneut an den Kassationsgerichtshof. Am 3. Januar 2024 erörterte der 3. Strafsenat die Entscheidung des Verfassungsgerichts zur Rechtsverletzung gegen den Rechtsanwalt. Der Senat entschied, der Entscheidung nicht nachzukommen, mit der Begründung: „Die Entscheidung des Verfassungsgerichts über die Verletzung von Rechten hat keine rechtliche Bedeutung.“ In seiner Entscheidung stellte der 3. Strafsenat des Kassationsgerichtshofs fest, dass eine Entlassung des Abgeordneten Can Atalay aus der Haft nicht zulässig sei. In der Zwischenzeit hat der Senat eine Strafanzeige gegen die Richter des Verfassungsgerichts bei der Generalstaatsanwaltschaft eingereicht. Hiergegen hat Atalay eine zweite Verfassungsbeschwerde an das Verfassungsgericht eingerichtet, welches seine Feststellung wiederholt hat. Allerdings hat der 3. Strafsenat erneut entschieden, dass die Freilassung Atalays nicht erfolgen darf.

### Aberkennung des Mandats
Am 30. Januar 2024 wurde die Entscheidung des Obersten Gerichtshofs bezüglich des Abgeordnetenmandats vom stellvertretenden Parlamentspräsidenten, Bekir Bozdağ, in einer Sitzung der Großen Türkischen Nationalversammlung verlesen. Damit war die Aberkennung des Abgeordnetenmandats vollzogen. Dieser Schritt führte zu heftigen Protesten seitens führender Oppositionspolitiker und aus der Wählerschaft von Can Atalay.

### Handgreiflichkeiten im Parlament
Im August 2024 wurde in der Großen Nationalversammlung der Türkei eine Debatte über Can Atalay abgehalten, in deren Verlauf der Abgeordnete Alpay Özalan von der AKP, ein ehemaliger Fußballspieler und Trainer, den Abgeordneten Ahmet Şık von der türkischen Arbeiterpartei attackierte und ohrfeigte. Şık kam zu Sturz, woraufhin eine Schlägerei mit mehreren Beteiligten ausbrach.